# Alopecosa sokhondoensis
Alopecosa sokhondoensis är en spindelart som beskrevs av Dmitri Viktorovich Logunov och Yuri M. Marusik 1995. Alopecosa sokhondoensis ingår i släktet Alopecosa och familjen vargspindlar. Inga underarter finns listade i Catalogue of Life.